# Communauté de communes Caux-Austreberthe
Die Communauté de communes Caux-Austreberthe (offizielle Schreibweise: Communauté de communes Caux - Austreberthe) ist ein französischer Gemeindeverband mit der Rechtsform einer Communauté de communes im Département Seine-Maritime in der Region Normandie. Sie wurde am 28. Dezember 2001 gegründet und umfasst neun Gemeinden. Der Verwaltungssitz befindet sich im Ort Pavilly.

## Mitgliedsgemeinden
| Gemeinde                                 | Einwohner 1. Januar 2022 | Fläche km² | Dichte Einw./km² | Code INSEE | Postleitzahl |
| ---------------------------------------- | ------------------------ | ---------- | ---------------- | ---------- | ------------ |
| Barentin                                 | 12.227                   | 12,74      | 960              | 76057      | 76360        |
| Blacqueville                             | 683                      | 10,02      | 68               | 76099      | 76190        |
| Bouville                                 | 1.029                    | 12,48      | 82               | 76135      | 76360        |
| Émanville                                | 768                      | 6,43       | 119              | 76234      | 76570        |
| Goupillières                             | 434                      | 4,13       | 105              | 76311      | 76570        |
| Limésy                                   | 1.521                    | 15,01      | 101              | 76385      | 76570        |
| Pavilly                                  | 6.095                    | 14,19      | 430              | 76495      | 76570        |
| Sainte-Austreberthe                      | 664                      | 6,13       | 108              | 76566      | 76570        |
| Villers-Écalles                          | 1.716                    | 7,41       | 232              | 76743      | 76360        |
| Communauté de communes Caux-Austreberthe | 25.137                   | 88,54      | 284              | –          | –            |